# Freecycle
Freecycle é uma rede de troca de bens a nível local, que funciona em todo o mundo. É igualmente o nome da organização sem fins lucrativos do Arizona, EUA que criou e fomenta essa rede, ainda que no meio de alguma polémica[carece de fontes?].

## Funcionamento
O Freecycle funciona via grupos de discussão. Um potencial interessado subscreve um grupo no Yahoo! para a sua cidade, e depois envia e-mails com pedidos de objectos que lhe interessem, ou ofertas de objectos que não necessitem. A entrega é combinada entre o dador e o receptor. Existem algumas regras necessárias ao bom funcionamento dos grupos, por exemplo:
- não pedir, oferecer ou aceitar nada em troca
- não enviar spam
- ser pontual na recolha
- usar de precaução ao lidar pessoalmente com estranhos

O objectivo da free-ciclagem não é obter bens gratuitamente, mas evitar que objectos ainda utilizáveis vão parar a lixeiras.

## Expansão
Em Junho de 2008, a rede Freecycle contava com mais de 4.400 comunidades e 5,2 milhões de subscrições em 82 países. (Notar que uma pessoa pode subscrever diversos grupos, portanto o número de subscrições serve apenas como uma aproximação do número de participantes. Por outro lado, diversas pessoas podem ser servidas com uma só inscrição: amigos, familiares, colegas, etc..)
Nessa data, o Brasil contava com sete grupos e mais de 800 subscrições; Portugal contava com dez grupos e mais de 4.500 subscrições. A rede não se encontrava em mais nenhum país de língua portuguesa.
O primeiro grupo em Portugal foi constituído em Coimbra a 13 de Novembro de 2004. No Brasil, o primeiro grupo foi fundado em São Paulo/SP a 3 de Março de 2006.
O Freecycle encoraja a criação de novos grupos em novas áreas que ainda não tenham um grupo local.